# Deutsch-somalische Beziehungen
Die Deutsch-somalischen Beziehungen haben sich laut Informationen des Auswärtigen Amtes seit 2012 intensiviert, nachdem die politische und wirtschaftliche Lage in Somalia sich wieder verbessert hat. Seit 1989 hatte Deutschland keinen Botschafter in Somalia mehr und die Deutsche Botschaft Nairobi ist von Kenia aus für die Beziehungen zu Somalia zuständig.

## Geschichte
Der deutsche Afrikaforscher Karl Klaus von der Decken erforschte Somalia und starb 1865 in der Nähe von Baardheere. Im späten 19. Jahrhundert entwickelte das Deutsche Reich koloniale Ambitionen in Somalia. 1885 und 1886 schlossen Vertreter der Deutsch-Ostafrikanischen Gesellschaft mehrere Verträge mit lokalen Herrschern an der Somalischen Küste ab. Eine kurzlebige Niederlassung wurde in Halule errichtet und in der Wubuschi-Bucht wurde von Karl Ludwig Jühlke bzw. Joachim Graf von Pfeil die Errichtung des Hohenzollernhafen geplant. Mit dem Helgoland-Sansibar-Vertrag von 1890 gab Deutschland seine kolonialen Ambitionen in Somalia auf und die von der Deutsch-Ostafrikanischen Gesellschaft beanspruchten Gebiete fielen an Britisch-Ostafrika.
Mit der Unabhängigkeit Somalias 1960 nahm das Land diplomatische Beziehungen mit der Bundesrepublik Deutschland (BRD) auf. Erster deutscher Botschafter in Somalia wurde im selben Jahr Wilhelm Kopf. 1970 wurden auch diplomatische Beziehungen zur Deutschen Demokratischen Republik (DDR) aufgenommen. Im Oktober 1977 konnte die GSG 9 erfolgreich die von palästinensischen Terroristen entführten Passagiere des Flugzeugs „Landshut“ auf dem Flughafen Mogadischu befreien. Die Ereignisse gelten als Auslöser der Todesnacht von Stammheim, die wiederum die Ermordung Hanns Martin Schleyers zur Folge hatte.
Im Jahre 1978 eröffnete die Demokratische Republik Somalia eine Botschaft in Bonn, der Hauptstadt der BRD. Der Beginn des Somalischen Bürgerkriegs führte 1989 zur Schließung der deutschen Botschaft im Land und zum völligen Zerfall der staatlichen Ordnung in Somalia. Das wiedervereinigte Deutschland leistete 1992 Hilfe zur Abmilderung der Hungersnot im Land und ein Jahr später wurden deutsche Blauhelme bei der UN-Operation UNOSOM II in Somalia eingesetzt. Erst im Jahr 2013 konnten wieder diplomatische Beziehungen mit Somalia aufgenommen und mit Margit Hellwig-Bötte eine Botschafterin für Somalia akkreditiert werden. 2014 genehmigte der deutsche Bundestag die Ausbildung somalischer Sicherheitskräfte im Rahmen der EU-Mission EUTM Somalia.

## Wirtschaftliche Beziehungen
Die wirtschaftlichen Beziehungen werden vom Auswärtigen Amt als „so gut wie inexistent“ beschrieben. Somalia zählt zu den ärmsten und instabilsten Ländern der Welt, was die Entwicklung von Handel und wirtschaftlichem Austausch erheblich behindert. Das bilaterale Handelsvolumen zwischen beiden Ländern lag im Jahre 2021 bei lediglich 29 Millionen Euro.

## Entwicklungshilfe
1986 wurden in Somalia deutsche Entwicklungshilfe geleistet. Hierbei kam es zu zivilen und auch geheimdienstlichen Unterstützungsleistungen. Es wurde z. B. ein kriminaltechnisches Labor in Mogadischu geleistet. Die Höhe der geheimdienstlich Unterstützung betrug 11 Millionen D-Mark. Außerdem wurde im Auftrag der Bundesregierung die Boeing 741/7 durch Personal der Lufthansa durchgeführt. Außerdem wurde von Siad Barre eine Boeing aus Lufthansa-Beständen „übermittelt“.
Die entwicklungspolitische Zusammenarbeit mit Somalia wurde im Jahre 2014 wieder aufgenommen. Bis 2019 wurde Entwicklungshilfe in Höhe von 350 Millionen Euro geleistet, womit Deutschland zu den größten Gebern in Somalia gehört. Neben Wirtschaftshilfen unterstützt Deutschland das Land auch beim Aufbau demokratischer und föderaler staatlicher Strukturen und dem Aufbau einer funktionierenden Polizei. Deutschland leistet zudem Hilfe an innerhalb des Landes geflüchtete Personen und an somalische Flüchtlinge in Nachbarstaaten. Unterstützt werden Projekte in Somalia u. a. vom Verein für Entwicklung und humanitäre Hilfe Somalias e. V. mit Sitz in Wiesbaden.
Die deutsche Regierung gab im Jahr 2022 weitere 120 Millionen Euro für die Entwicklungszusammenarbeit in Somalia aus. Hierbei ist die grassierende Hungersnot in Somalia größter Teil des Budgets. Zudem werden mit dieser Entwicklungszusammenarbeit weitere Brunnen gebohrt. Insgesamt werden in den nächsten Jahren 2,7 Milliarden Euro Entwicklungszusammenarbeit geleistet. Die Vertreibung aufgrund von Kämpfen stellt die Grundlage für diese Summe dar.
Zudem werden aktuell 450 Millionen Euro Entwicklungshilfe geleistet. Hierbei soll der Aufbau demokratischer Strukturen im Hauptportfolio stehen. Zudem wird ein Reintegrationsprogramm für ehemalige Kämpfer der Al-Shabab Terrormiliz durchgeführt. Deutschland stellt außerdem landwirtschaftliche Projekte zur Nahrungsversorgung zur Verfügung. Hierbei werden somalische Bauern ausgebildet.

## Sicherheitspolitische Zusammenarbeit
Deutschland ist im Rahmen der EU und der UN an verschiedenen Missionen zur Verbesserung der Sicherheitslage im Land beteiligt. Es bildet im Rahmen der Missionen EUCAP Somalia und EUTM Somalia Sicherheitskräfte aus und ist am Versuch der Stärkung staatlicher und zivilgesellschaftlicher Strukturen im Land beteiligt. Außerdem ist Deutschland an der Antipiraterie-Operation ATALANTA und dem UN-Mission UNSOM beteiligt.

## Diplomatische Standorte
- Deutschland hat keine Botschaft in Somalia. Die Botschaft in Nairobi ist für die Beziehungen zu Somalia zuständig.[10]
- Somalia hat eine Botschaft in Berlin.[11]